# Irish dance

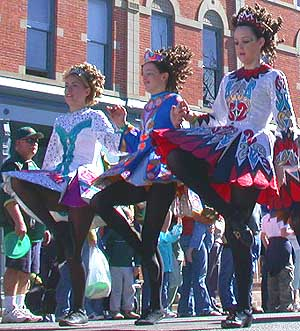
Irish dance under en parad på St. Patrick's Day i Fort Collins, Colorado.

Irish dancing är en traditionell irländsk folkdans som dansgruppen Riverdance gjorde känd 1994 i Eurovisionsschlagerfestivalen. Dansen är känd för de snabba, stepliknande rörelserna som görs med fötterna samtidigt som överkroppen hålls stel.